# Evangelische Kirche Fluorn

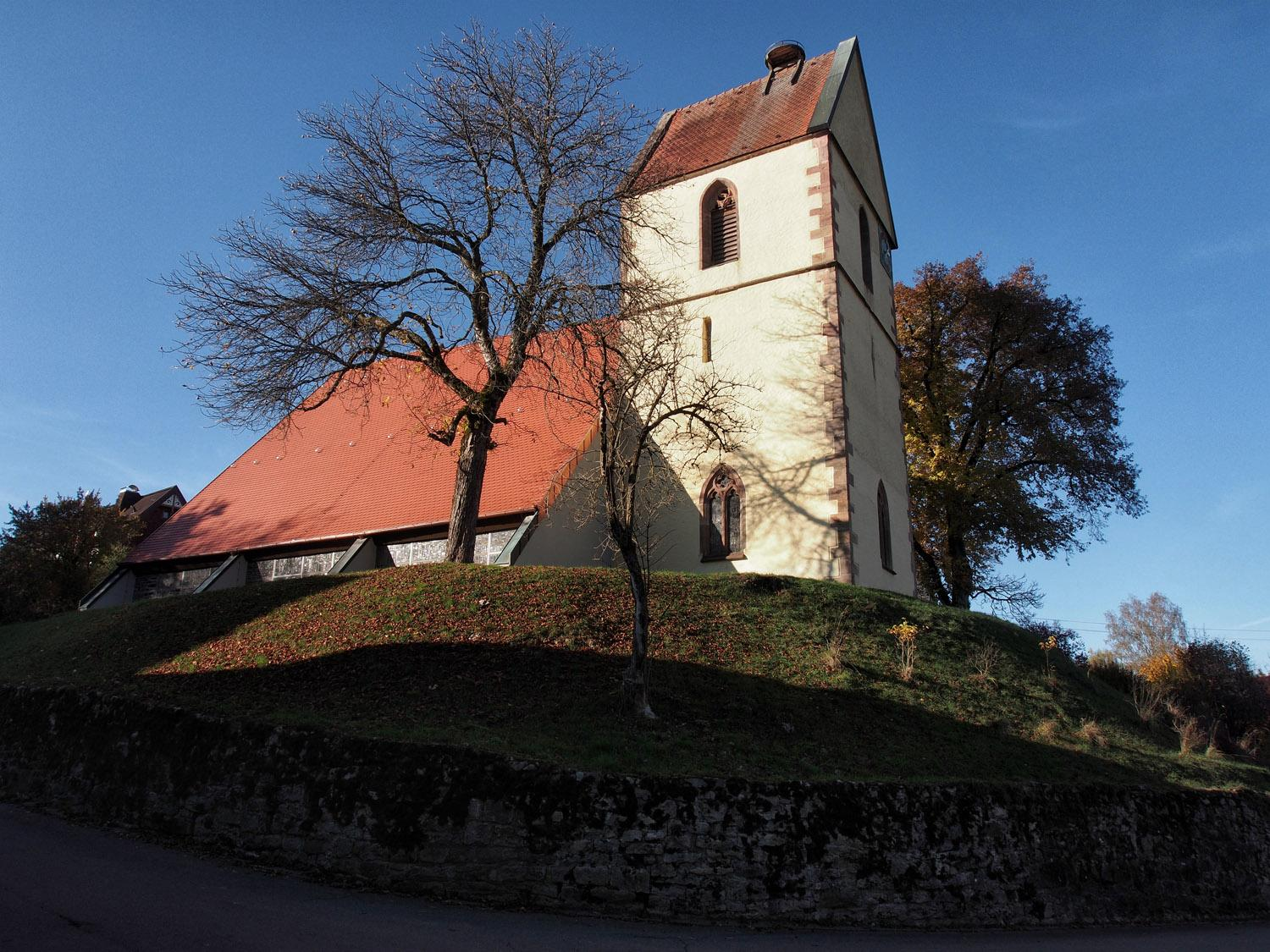
Evangelische Kirche Fluorn

Die Evangelische Kirche Fluorn steht im Dorf Fluorn der Gemeinde Fluorn-Winzeln im Landkreis Rottweil. Die Kirchengemeinde gehört zum Kirchenbezirk Rottweil in der Evangelischen Landeskirche in Württemberg. Das Bauwerk ist beim Landesamt für Denkmalpflege Baden-Württemberg als Baudenkmal eingetragen.

## Beschreibung
Die 1275 erstmals erwähnte Kirche in Fluorn geht auf einen romanischen Bau zurück, von dem sich nach dem Neubau des Kirchenschiffs 1963/64 der Chorturm erhalten hat. Der im obersten, mit einem Satteldach abgeschlossenen Geschoss Turmuhr und Glockenstuhl enthaltende Turm besitzt gotische Maßwerkfenster. Der Kirchenneubau hat die Form eines dreifach gestaffelten Zeltes. Das am damaligen westlichen Portal befindliche spätromanische Tympanon mit einer Darstellung des Agnus Dei wurde an der Sakristei im Osten angebracht. Die Entstehung des kleeblattförmigen Bogenfeldes aus rotem Sandstein wird auf die Zeit um 1220 datiert.
Der Chorbogen im Innenraum ruht auf romanischen Kämpfern und ist mit dem Wappen der Herren von Fluorn verziert. Das Erdgeschoss des Chorturms ist mit einem Kreuzrippengewölbe überspannt.